# Estela de Solana de Cabañas
L'Estela de Solana de Cabañas és una estela o llosa de pissarra que data per entre els anys 1000 aC. - 800 aC.. Se la va trobar en una pedania del municipi de Cabañas del Castillo, d'Espanya, a la província de Càceres, Comunitat Autònoma d'Extremadura. La peça s'exposa de forma permanent al Museu Arqueològic Nacional d'Espanya a Madrid, amb el número d'inventari 1898/1/1.

## Simbologia
Es tracta d'una estela, de la qual s'especulen sobre dues hipòtesis de quina va ser la seva utilització, la tesi més estesa pels experts en la matèria és que podria tractar-se d'una «estela funerària» encara que no es descarta que pogués haver-se'n utilitzat com una fita o senyalització. A l'edat del bronze es van fer freqüents al sud-oest peninsular representacions esquemàtiques de guerrers envoltats del seu armament i de diversos objectes personals com ara miralls o pintes, conegudes com a «Esteles de Guerrer».

## Característiques
Presenta gravats d'un escut amb escotadura en V, una llança, una espasa, un carro, una pinta, un mirall i una fíbula.
- Forma: Estela.
- Material: pissarra micàcia.
- Context: Bronze Final.
- Tècnica: gravat, talla.[1]
- Alçada : 130 centímetres.
- Amplada: 65 centímetres.
- Grossor: 15 grams.